# Korrelat (Psychologie)
Als Korrelat in der Psychologie werden einzelne Sachverhalte, Sachbereiche oder Begriffe verstanden, die infolge wechselseitiger Beziehung einen erweiterten Sinn ergeben.(a) Meist ist ein Zusammenhang zwischen körperlichen und seelischen Phänomenen gemeint wie etwa bei der psychophysischen Korrelation. Auf dem Gebiet der verstehenden Psychologie sind Sinnzusammenhänge von wesentlicher Bedeutung. Vor allem geisteswissenschaftliche Fragestellungen können ohne Korrelationen kaum beantwortet werden, so beispielsweise die Beziehung zwischen Verstand und Vernunft. Trotz der begrifflichen Unterschiede sind gewisse Gemeinsamkeiten oder Korrelate feststellbar, da beide auf Erkenntnis bezogen sind. Verstand ist eher auf sinnliche Erkenntnisse bezogen, Vernunft als eine auf die Erkenntnis von Sinnzusammenhängen oder Werten gerichtete Tätigkeit.(b)

## Korrelative Entwicklung des Nervensystems
Das autonome Nervensystem kann als psychologisches Korrelat des animalischen Nervensystems angesehen werden, da ein Wechselverhältnis zwischen beiden Systemeinheiten besteht. Dies kann aus entwicklungsgeschichtlichen und aktpsychologischen Gründen verdeutlicht werden. Das Entwicklungsprinzip ist auch als Peripherisierung oder als Entlastung von  zentralen Aufgaben zu beschreiben (Abwärts-Effekt). Der Gegensatz zwischen willkürlichem Handeln und unwillkürlichem Werden erfordert einen Übergang von willkürlich Erlerntem zu automatisch bzw. unwillkürlich praktizierbarer Aktivität, die im psycho-sozialen Zusammenhang nicht immer als angepasst empfunden wird. Beide Verhaltensweisen – Anregung und Fertigkeit – sind zum Ausführen bestimmter Leistungen im Sinne eines sich gegenseitig ergänzenden Wechselverhältnisses erforderlich.

## Polarität
Seelische Prozesse sind grundsätzlich auf gegensätzliche Einstellungen oder Polaritäten angewiesen. Das Unterscheidungsvermögen bei Prozessen der Wahrnehmung ist Grundlage der Subjekt-Objekt-Spaltung. Weitere Polaritäten stellen das Leib-Seele-Problem, die Qualia oder etwa die physiologischen und psychologischen männlichen und weiblichen Einstellungen dar.

## Universalitätsanspruch
Abgesehen von möglichen subjektiven Werturteilen können auch kulturelle Vergleiche in methodisch festgelegter wissenschaftlicher Weise angestellt werden. Infolge der Tatsache, „dass alle kulturellen Erscheinungen an das Seelische gebunden sind“, bestand Veranlassung, eine neu konzipierte Psychologie zum theoretischen Gerüst und zur Grunddisziplin aller Geisteswissenschaften zu erheben, siehe auch → Völkerpsychologie, vergleichende Psychiatrie, transkulturelle Psychiatrie. Beim Herstellen von Zusammenhängen wurde ein Universalitätsanspruch in hermeneutischer Hinsicht gefordert.(a) (a) Es handelt sich daher auch um Vergleiche zwischen methodisch unterschiedlichen Fachgebieten – wie etwa Natur- und Geisteswissenschaften – und um Fragestellungen ihrer Konvergenz und Komplementarität.(a) (c) Eduard Spranger (1882–1963) sprach von »übergreifenden Einheiten«, da spezifische Erkenntnismethoden einzelner Wissenschaften ihre spezifisch logische Wirksamkeit angesichts der Vielfalt der Erscheinungen nicht immer wahren können und stattdessen allein die sprachliche Kompetenz (Rhetorik) einen Wahrheitsanspruch vermittelt.(b)

## Korrelativismus
In der Erkenntnistheorie wird unter Korrelativismus die Auffassung vertreten, die einen Zusammenhang und eine wechselseitige Beziehung zwischen erkennendem Subjekt und erkanntem Objekt annimmt und herstellt.(d) Einseitige Tendenz der Beziehung vom Subjekt auf das Objekt hin wird als Intentionalismus bezeichnet.(e)

## Korrelationsforschung
Hans-Georg Gadamer (1900–2002) weist auf die Korrelationsforschung von Edmund Husserl (1859–1938) hin, die dessen ganze Lebensarbeit beherrscht habe. Hierbei ging es ihm um die Unterscheidung der inneren Wahrnehmung und der reellen Bewusstseinseinheit der Erlebnisse. Durch diese innere Wahrnehmung der Phänomene sollte eine Wesensschau sukzessiv ermöglicht werden. Die reellen psychischen Inhalte des Bewusstseins, z. B. die assoziativen Vorstellungen, die ein Wort erweckt, dürfen nicht mit der Bedeutung eines Wortes verwechselt werden. Dies habe – nach Gadamer – eine erste Überwindung des Objektivismus dargestellt. Durch seine Psychologismus-Kritik bezog Husserl Stellung zum Universalitätsanspruch der psychologischen Hermeneutik.(c)

## Nachbarwissenschaften
Auch wenn der Universalitätsanspruch der psychologischen Hermeneutik mit Kritik betrachtet werden muss, so sind folgende Fach- und Sachgebiete als Nachbarwissenschaften besonders zu berücksichtigen.(d)

### Psychoanalyse
Die Psychoanalyse steht in der Tradition verstehender Psychologie. Analytische Technik will mögliche Zusammenhänge zwischen körperlichen und psychischen Faktoren herausfinden und sie dem Patienten bewusst und damit verständlich machen. Sigmund Freud (1856–1939) bezeichnete die Beziehung zwischen körperlichen und seelischen Beschwerden als Konversion. Das Aufdecken von Abwehrvorgängen kann am Beispiel des Affektkorrelats aufgezeigt werden. Alexander Mitscherlich (1908–1982) deutete neurotische Symptome ausgehend von Erkenntnissen über die Desomatisierung als erste und unvollständige Stufe einer zweiphasigen Verdrängung. Die zweite Stufe sei erreicht, wenn nicht nur die Angst verdrängt sei, sondern auch die körperliche Symptomatik chronifiziert sei. Leichtgradige und vorübergehende körperliche Symptomatik können bei funktionellen Syndromen auftreten. Die Angst nehme daher mit zunehmender Verdrängung ab, die körperliche Symptomatik dagegen zu. Dieser Zustand wird als Affektäquivalent bezeichnet. Die Abwehr kehrt daher die physiologischen Stadien der Entwicklung in regressiver Art und Weise wieder um, bzw. macht die normale Entwicklung rückgängig. Sie führt zu einem Symptomwandel mit scheinbarer Besserung der psychischen Symptomatik auf Kosten des körperlichen Befindens. Alfred Lorenzer (1922–2002) und Jürgen Habermas (* 1929) haben auch auf den Zusammenhang anderer nicht verständlicher psychischer Symptomkonstellationen hingewiesen, die mit Hilfe der psychoanalytischen Technik bewusst gemacht werden und nicht zwingend körperliche Korrelate aufweisen. Die herzustellende Korrelation ist u. U. die zwischen der chiffrierten Bedeutung einer aktuellen symptomatischen Szene im Erwachsenenalter und der frühkindlichen Szene, die durch Übertragung aufgedeckt wurde.(b) Besonders die Psychoanalyse hat sich das Verdienst erworben, als interdisziplinäre Wissenschaft zu gelten.(b) Sie war damit wegbereitend für die psychosomatische Forschung.

### Psychosomatik
Psychosomatische Beziehungen haben eine lange Tradition. Vor allem auf funktionellem Gebiet ist medizinische Überlieferung feststellbar. Die Zusammenhänge wurden teilweise als ‚Sympathie‘ bezeichnet – abgeleitet von der Doppelbedeutung von altgriechisch παθειν „empfinden“ und „leiden“. Die Verknüpfung zwischen körperlichen und seelischen Phänomenen ist bei den somato-psychischen Relationen (Aufwärts-Effekten) durch physikalische, biochemische oder allgemeine pharmakologische Kausalbeziehungen gegeben.(a) Dennoch sind diese schwer nachzuweisen, wie etwa im Falle der Neurolepsie. Umgekehrt sind bei seelisch-körperlichen bzw. bei den eigentlichen psycho-somatischen Relationen (Abwärts-Effekten) ist eine Kausalbeziehung meist als unwahrscheinlich anzusehen.(b) Es ist eher eine biographische, motivationale Veranlassung zu vermuten.

### Neuropsychologie
Vor allem der Nervismus hat eine Art von mechanistischem, nicht immer berechtigten Universalitätsanspruch ausgeübt. Grundlage für diesen Anspruch ist der Vergleich zwischen der führenden Rolle der Nerventätigkeit in einem Verband von Zellen, wie ein jeder lebender Organismus es darstellt. Hieraus wurden gesellschaftliche Schlussfolgerungen als Verband einzelner menschlicher Lebewesen abgeleitet, Forderungen, wie sie auch Rudolf Virchow (1821–1902) vertreten hat.(a)

### Soziologie
Nicht nur die im vorstehenden Kap. Neuropsychologie erwähnten Schlussfolgerungen Virchows lassen an gesellschaftliche Parallelen zwischen Soziologie und Psychologie denken, auch eine Soziologie, die sich als historische und vergleichende Disziplin sowie als Wissenschaftssoziologie versteht, kann nicht auf einzelpsychologische Aspekte verzichten. Die Soziologie befand sich im Prozess der Repsychologisierung mit Autoren wie Émile Durkheim (1858–1917), Max Weber (1864–1920) und Karl Mannheim (1893–1947).(b) Auch die Massenpsychologie gibt Anlass zur Übertragung von individuellen Beobachtungen auf die Gesellschaft. Erich Fromm hat grundlegende kulturgeschichtliche Vergleiche zwischen den gesellschaftlichen und persönlichen Wertvorstellungen der Antike und der heutigen Industriegesellschaft vorgenommen, so etwa zur menschlichen Tätigkeit und Arbeitsleistung. Außenpsychologische, empirisch gestützte Aspekte führten zu Gesellschaftstheorien des Funktionalismus.

### Rechtswissenschaft
Die Korrelation zwischen Rechtswissenschaft und Psychologie ist u. a. Gegenstand der Politischen Psychologie. Die Geschichte der Psychiatrie gibt Zeugnis von der Dienstbarkeit von Psychiatern und Psychologen gegenüber der Justiz, da beide Fachbereiche als normierende Wissenschaften gelten. Sie führte zur Einbeziehung von Einrichtungen der ursprünglich caritativen Hilfe für sog. arme Irre in den Strafvollzug, wie dies etwa für die von Barmherzigen Brüdern am 10. Mai 1645 gegründete Anstalt in Charenton bei Paris überliefert ist. Diese Gründung hatte zur Folge, dass Ludwig XIV. solche Häuser in das von ihm angeordnete System der Hôpitaux généraux eingliederte, in das auch Sträflinge mit Hilfe der königlichen Lettres de cachet eingewiesen wurden. Daher verdienten diese Einrichtungen wohl kaum den Namen „Spital“, sondern eher den von Bettlergefängnissen. In Deutschland wurde 1857 durch Karl Wilhelm Ideler ein Lehrbuch der gerichtlichen Psychologie herausgegeben.(c) Das bei Ideler idealisierte und zugleich verabsolutierte Prinzip der vernünftigen sittlichen Freiheit, das die Anwendung von Zwang im Sinne eines Abwärts-Effekts begründen sollte, wird dagegen heute etwa von Dieter Spazier in Frage gestellt. Begriffssysteme und Denkstrukturen der Jurisprudenz und der (neueren) Psychiatrie und Psychologie erscheinen ihm weitgehend inkommensurabel. Diese Feststellungen betonen zunächst die in der Öffentlichkeit interdisziplinär weitreichende praktische Bedeutung der Psychologie, ihre gesellschaftliche Relevanz und gleichzeitig die Diskrepanz zwischen Theorie und Praxis, dies insbesondere in Anbetracht der Psychologie als grundlegender orthologischer Wissenschaft im Gegensatz zur Psychiatrie.(d)